# Eben Dugbatey
Eben Dugbatey (Accra, 31 luglio 1973) è un ex calciatore ghanese, di ruolo difensore.

## Carriera

### Club
Ha giocato nel campionato ghanese, svizzero, portoghese, francese, belga e inglese.

### Nazionale
Con la maglia della Nazionale ha esordito nel 1998, venendo convocato la Coppa d'Africa del 2000.